# Coprococcus
Coprococcus es un género de bacterias grampositivas de la familia Lachnospiraceae. Fue descrito en el año 1974. Su etimología hace referencia a coco y heces. Son bacterias anaerobias estrictas, inmóviles y con forma de coco. Todas las especies se han aislado de heces humanas. 